# Kiringul
Le site du Kiringul (hangeul : 기린굴 ; « grotte du kirin ») est une cavité qui aurait servi de tanière au kirin, une bête chimérique mythologique qui avait pour cavalier le roi Jumong au Ier siècle av. J.-C. En novembre 2012, l'agence centrale de presse nord-coréenne rapporte que le site aurait été découvert à la colline Moran (en) près de la capitale nord-coréenne Pyongyang. Le gouvernement de la Corée du Nord affirme que cette découverte confirme le statut de Pyongyang comme capitale historique de la Corée. Les analystes étrangers doutent cependant que cette annonce ne fasse partie des multiples tentatives de la Corée du Nord de relier le régime du pays aux anciens rois coréens et d'en faire l'héritier légitime de l'ancien royaume du Koguryo.

## Découverte
Le 29 novembre 2012, l'agence centrale de presse nord-coréenne rapporte que des archéologues « ont récemment reconfirmé la découverte de la tanière de la licorne montée par le roi Tongmyong, le fondateur du royaume Koguryo (37 av. J.C-668), ». La découverte aurait été faite par l'Institut d'histoire de l'Académie des sciences sociales de la Corée du Nord à la colline Moran à Pyongyang à seulement 200 mètres du temple Yongmyong,. Selon l'article, les mots « tanière de licorne » auraient été trouvés gravés sur un rocher dans le site. L'inscription est censée remonter à la période du royaume de Goryeo (918-1392). L'article indique également que cette découverte « prouve que Pyongyang était une capitale de la Corée ancienne ».

## Réactions et analyses

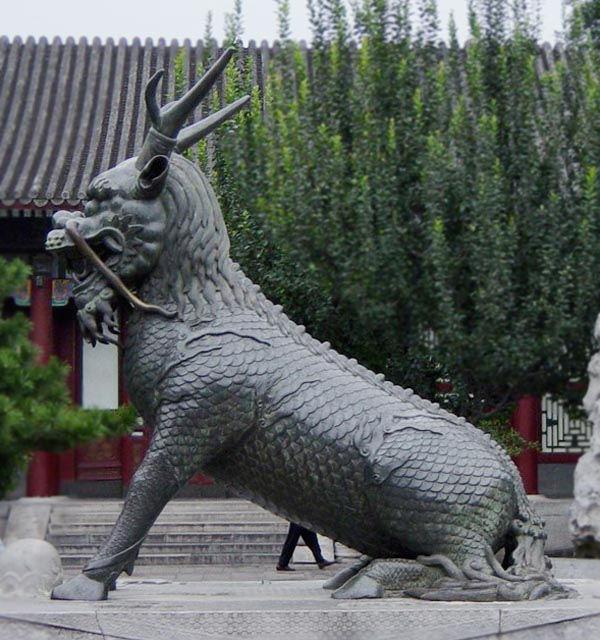
Un kirin à Pékin – une créature mythologique qui est souvent considérée comme la « licorne chinoise ».

L'article attire l'attention internationale en raison de la revendication assez inhabituelle de la découverte d'une « tanière de licorne », mais des articles suivants suggèrent que les termes coréens ont été mal traduits. L'article original en coréen ne se réfère pas à une licorne, mais à un kirin (ou qilin), une bête mythologique chimérique ayant le « corps d'un cerf, la queue d'une vache, des sabots et une crinière », ainsi qu'une corne unique sur sa tête. La créature aurait été le moyen de transport préféré du roi Tongmyong. L'endroit en question s'appelle Kiringul (« grotte du kirin »). Malgré ce nom, il n'était pas littéralement censé exister un endroit où vivaient les kirins : il s'agit plutôt un nom mythique similaire à celui de la Chaussée des Géants en Irlande du Nord.
Un article publié sur le site Io9 note que le site Kiringul n'a en fait jamais été réellement laissé à l'abandon durant son histoire. Le chercheur Jeon Kwan Su décrit un tunnel artificiel à Pyongyang dans un article de 2009 intitulé Kiringul sinhwa yŏngu (« Étude du mythe du Kiringul »), publié dans le journal sud-coréen Tongpang Hakji. L'article nord-coréen de 2012 est ambigu sur le fait que la « découverte » est celle de la grotte elle-même, d'une inscription ancienne marquant son emplacement ou simplement du site décrit précédemment comme étant celui du Kiringul. Il n'est même pas certain que l'ancienne capitale du Koguryo était située à Pyongyang en premier lieu.
Les commentateurs soulignent qu'il y a un aspect important de propagande dans l'annonce nord-coréenne. Comme le rapporte le chercheur coréen Sixiang Wang : « Les Kirins sont censés paraître comme des dirigeants sages. Les dirigeants nord-coréens ont peut-être espéré assurer un lien entre Pyongyang et l'ancien royaume du Koguryo tout en créant une association entre leur propre président Kim Jong-un et les légendaires anciens rois ». Un spécialiste de la Corée de l'université Tufts considère la découverte comme « symbolique », et déclare que le peuple nord-coréen pourrait la percevoir davantage comme un « coup de fouet pour son moral ». L'association entre son nouveau dirigeant Kim Jong-un et l'ancien royaume lui donnerait une « légitimité qui lui manque ».
Le magazine Foreign Policy fait également remarquer les efforts du régime nord-coréen pour associer ses dirigeants aux anciens rois coréens, tels que la reconstruction du mausolée du roi Tongmyong et la tenue de récits de propagande reliant Kim Jong-un aux traditions du Koguryo. Le gouvernement nord-coréen utilise également ses revendications de propagande sur l'héritage du Koguryo pour marquer des points contre la Chine et le Japon, ses rivaux traditionnels, dans les conflits territoriaux et politiques qu'il a avec ces pays.